# Белизский доллар
Белизский доллар — денежная единица государства Белиз.
Один доллар Белиза равен 100 центам. Международное обозначение — BZD.
В денежном обращении находятся банкноты номиналом в 100, 50, 20, 10, 5, 2 и 1 доллар, а также монеты номиналом в 1 доллар, 50, 25, 10, 5 и 1 цент.

## История
История денежного обращения в Белизе, ранее известном как Британский Гондурас, отличалась от остальной части Британской Вест-Индии в конце девятнадцатого века. В 1885 году, новая денежная единица была введена в Британском Гондурасе, экономика которого была основана на долларе США, в то время как остальные колонии Британской Вест-Индии продолжали использовать английский фунт стерлингов вплоть до 1955 года. И хотя Британский Гондурас вступил в зону хождения английского фунта стерлингов в 1939 г., в Британском Гондурасе доллар продолжал поддерживать приоритет американского государственного устройства, включая валюту, Этому способствовала большая девальвация стерлингов 1949 года. В 1973 году колония Британский Гондурас была переименована в Белиз и современная денежная единица Белиза доллар (код валюты BZD), как правило, сокращенно со знака доллара $, или же BZ$, чтобы отличить его от других валют с названием доллар. Он разделен на 100 центов. В 1978 году белизский доллар был привязан не к фунту стерлингов, а к доллару США и правительство установило фиксированную ставку BZ$ 2 = US $ 1. Этот показатель, который продолжается вплоть до сегодняшнего дня, свидетельствует о девальвации доллара Белиза, которое имело место по отношению к доллару США с 1949 года, когда он был на высоте. Поэтому белизский доллар стоит только 50 % своего первоначального значения от 1885 года по отношению к денежной единице США.
Первый доллар который был распространен в Британском Гондурасе это был испанский доллар, банкноты которого были с вензелем увенчанном буквами GR надпись на которых гласила: «Great Britain and the United Kingdom». Они были распространены между 1765 и 1825 годами при курсе 6 шиллингов за 8 пенсов.
В 1825 году был принят королевский указ о введении британских фунтов стерлингов английской чеканки в качестве валюты во все английские колонии. Этот указ сделал фунты стерлингов законным платежным средством, и был установлен обменный курс между фунтом стерлингов и испанским долларом за 1 фунт стерлингов = 4 испанских доллара. Этот курс должен был основан на стоимости серебра за испанский доллар, по сравнению со стоимостью золота в Британском Гондурасе. Реалистичный обменный курс был бы $ 4,80 = £ 1 (что эквивалентно $ 1 = 4s 2d), и поэтому нереалистичный обменный курс, который установлен в 1825 году не принес желаемых результатов. В 1838 году с новым указом, который не относился к Британским Северо-Американским колониям установил правильный рейтинг $ 1 = 4s 2d.
Однако, когда первоначальный указ 1825 года был введен в Ямайке, Бермудских островах и Британском Гондурасе, местные власти выделили ошибочный рейтинг $ 1 = 4s они неофициально стали использовать альтернативный рейтинг $ 1 = 4s. Багамы позднее также приняли этот же подход. После 1838 года был введен фунт стерлингов, который уже хорошо зарекомендовал себя на этих территориях, а испанский доллар был запрещен в обращении, и власти не имели желания ликвидировать девальвацию, которая была бы связана с правильным рейтингом $ 1 = 4s 2d.

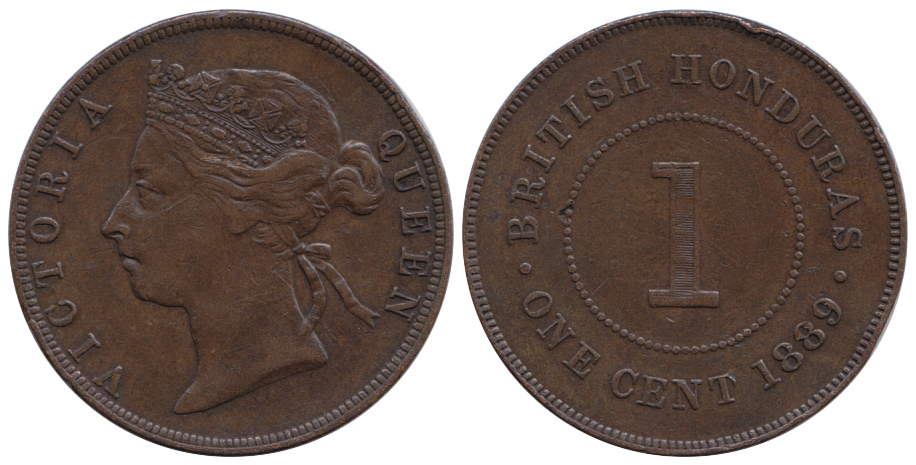
1 цент 1889 года, Британский Гондурас, королева Виктория

Таким образом, для периода в середине девятнадцатого века, Британский Гондурас использовал денежно-кредитную систему в английских фунтах, которая ходила также и в Ямайке и на Бермудских островах. Тем не менее, в результате международного кризиса 1873 года серебряные песо соседнего государства Гватемала заменили на время британскую валюту в обращении. В попытке вернуть Британский Гондурас к золотому стандарту, а также повлиял тот факт, что большинство импорта теперь шло из ближайшего к нему Нового Орлеана в США, новая валюта была введена в Британском Гондурасе на основе доллара США . В то время, Канадский доллар имел золотой стандарт, и один Канадский доллар равнялся 1 доллару США. Это та точка, где валюта в истории Британского Гондураса расходится с остальной Британской Вест-Индией. В 1885 году были выпущены монеты, а затем банкноты в 1894 году. Также в этом году первый выпуск банкнот со стороны правительства и перехода от серебряного гватемальского песо к доллару США в качестве основы для валюты, при курсе $ 4,866 = 1 фунт. Размере $ 4,866 по сравнению с $ 4,80 объясняется тот факт, что, когда доллар был впервые создан в США в 1792 году, название валюты произошло от испанского доллара. Доллар США стоил дешевле чем испанский доллар. После введения золотого стандарта для доллара США в Британском Гондурасе местный доллар окреп, но 25 центовые монеты были причислены к английскому шиллингу из-за их близости по стоимости монет 1 шиллинг.

Когда Великобритания отказалась от золотого стандарта в 1931, доллар Британского Гондураса продолжает свою привязанность к доллару США, и как таковой он так и не стал привязан к фунту стерлингов. Тем не менее, на момент начала Второй мировой войны, в отличие от Ньюфаундленда и Гонконга, Британский Гондурас решил присоединиться к области хождения фунта стерлингов, хотя он сохранил свою фиксированный обменный курс по отношению к доллару США. Группа стран, которые привязали свои валюты к фунту стерлингов, несмотря на то что Великобритания отказалась от золотого стандарта в 1931 году в то время это была последняя мера валютного контроля, в них были введены чрезвычайной меры в связи со Второй мировой войной. В 1949 г. Британский фунт был девальвирован с $ 4,03 до $ 2,80. С этого времени доллар Британского Гондураса был привязан к доллару США, это вызвало резкое увеличение стоимости доллара Британского Гондураса по отношению к фунту стерлингов. Протесты которые последовали в стране, привели к девальвации доллара Британского Гондураса на сумму 70 центов США (который был равен 5 шиллингов). После девальвации фунта стерлингов в ноябре 1967 года Британский Гондурас девальвировал свой доллар снова в полном согласии с британским фунтом на 60 центов США. 

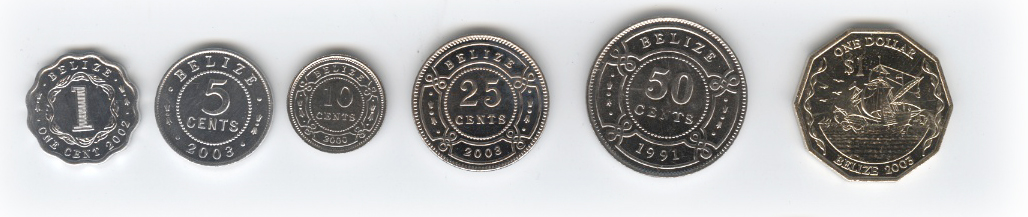
Сравнительные размеры монет

 1978 году, ссылка на британский фунт в BZ$ 4 = £ 1 была отброшена, и вновь доллар Белиза был привязан к доллару США по фиксированной ставке в BZ$ 2 = US $ 1. Этот новый курс, который все ещё продолжается и сегодня, свидетельствует о девальвации на 50 % по сравнению с первоначальным паритетом с долларом США в 1885, который изменился в 1949 году.

## Монеты
|                    | 1 цент    |                |                |
| Художник:          | Художник: | Монетный двор: | Монетный двор: |
| Номинал: 1 цент    | Металл:   | Тираж:         | Качество:      |
| Выпущена:          | Диаметр:  | Вес:           |                |
|                    | 5 центов  |                |                |
| Художник:          | Художник: | Монетный двор: | Монетный двор: |
| Номинал: 5 центов  | Металл:   | Тираж:         | Качество:      |
| Выпущена:          | Диаметр:  | Вес:           |                |
|                    | 10 центов |                |                |
| Художник:          | Художник: | Монетный двор: | Монетный двор: |
| Номинал: 10 центов | Металл:   | Тираж:         | Качество:      |
| Выпущена:          | Диаметр:  | Вес:           |                |
|                    | 25 центов |                |                |
| Художник:          | Художник: | Монетный двор: | Монетный двор: |
| Номинал: 25 центов | Металл:   | Тираж:         | Качество:      |
| Выпущена:          | Диаметр:  | Вес:           |                |
|                    | 50 центов |                |                |
| Художник:          | Художник: | Монетный двор: | Монетный двор: |
| Номинал: 50 центов | Металл:   | Тираж:         | Качество:      |
| Выпущена:          | Диаметр:  | Вес:           |                |
|                    | 1 доллар  |                |                |
| Художник:          | Художник: | Монетный двор: | Монетный двор: |
| Номинал: 1 доллар  | Металл:   | Тираж:         | Качество:      |
| Выпущена:          | Диаметр:  | Вес:           |                |
|                    | 1 доллар  |                |                |
| Художник:          | Художник: | Монетный двор: | Монетный двор: |
| Номинал: 1 доллар  | Металл:   | Тираж:         | Качество:      |
| Выпущена: 2012 год | Диаметр:  | Вес:           |                |

## Банкноты основного обращения образца 2003 года
В обороте находятся банкноты номиналом 2, 5, 10, 20, 50 и 100 долларов различных годов выпуска.
Банкноты старых образцов, выпущенные после 1974 года, являются платёжным средством и изымаются из оборота по мере износа.
Купюры предыдущих серий имеют аналогичное оформление и отличаются незначительными деталями оформления и несколько иными степенями защиты.
| Серия 2003 года | Серия 2003 года | Серия 2003 года    | Серия 2003 года | Серия 2003 года             | Серия 2003 года               | Серия 2003 года                 | Серия 2003 года |
| Изображение     | Изображение     | Номинал (долларов) | Размеры (мм)    | Основные цвета              | Описание                      | Описание                        | Год печати      |
| Аверс           | Реверс          | Номинал (долларов) | Размеры (мм)    | Основные цвета              | Аверс                         | Реверс                          | Год печати      |
| --------------- | --------------- | ------------------ | --------------- | --------------------------- | ----------------------------- | ------------------------------- | --------------- |
|                 |                 | 2                  | 70 х 140        | синий, жёлтый, зелёный      | Портрет королевы Елизаветы II | Развалины древних городов Майя  | 2003            |
|                 |                 | 5                  | 70 х 140        | оранжевый, жёлтый           | Портрет королевы Елизаветы II | Карта и виды рифа Сент Джорджес | 2003            |
|                 |                 | 10                 | 70 х 140        | зелёный, жёлтый             | Портрет королевы Елизаветы II | Городской Суд и другие здания   | 2003            |
|                 |                 | 20                 | 70 х 140        | коричневый, жёлтый, зелёный | Портрет королевы Елизаветы II | Животные Белиза                 | 2003            |
|                 |                 | 50                 | 75 х 150        | фиолетовый, жёлтый, зелёный | Портрет королевы Елизаветы II | Мосты Белиза                    | 2003            |
|                 |                 | 100                | 75 х 150        | синий, жёлтый, зелёный      | Портрет королевы Елизаветы II | Птицы Белиза                    | 2003            |

1 января 2012 года выпущена памятная банкнота номиналом 20 долларов, посвящённая 30-летию Центрального банка Белиза. На реверсе купюры изображено здание Центрального банка Белиза.

## Режим валютного курса
Курс белизского доллара привязан к доллару США в соотношении 1 американский доллар = 2 белизских.